# Anthracothorax
Az Anthracothorax magyarul mangókolibrik a madarak osztályának sarlósfecske-alakúak (Apodiformes) rendjébe és a kolibrifélék (Trochilidae) családjába tartozó nem. Az alcsaládi besorolása bizonytalan, egyes szervezetek a valódi kolibriformák (Trochilinae) alcsaládjába sorolják ezt a nemet és a fajt is.

## Rendszerezésük
A nemet Friedrich Boie német ornitológus írta le 1831-ben, jelenleg az alábbi fajok tartoznak ide:
- jamaicai mangókolibri (Anthracothorax mango)
- feketetorkú mangókolibri (Anthracothorax nigricollis)
- zöldtorkú mangókolibri (Anthracothorax viridigula)
- zöldmellű mangókolibri (Anthracothorax prevostii)
- veraguai mangókolibri (Anthracothorax veraguensis)
- antillai mangókolibri (Anthracothorax dominicus)
- nagy mangókolibri (Anthracothorax viridis)
- zöldtorkú kolibri (Anthracothorax holosericeus[1] vagy Eulampis holosericeus)[2]
- bíbortorkú kolibri (Anthracothorax jugularis[1] vagy Eulampis jugularis)[2]

## Előfordulásuk
Az Amerikai Egyesült Államok déli részén, valamint Mexikó, Közép-Amerika, a Karib-térség és Dél-Amerika területén honosak. Természetes élőhelyeik a szubtrópusi és trópusi erdők, cserjések és szavannák.

## Megjelenésük
Testhosszuk 11-14 centiméter közötti.

## Életmódjuk
Nektárral táplálkoznak.